# Ołowiane żołnierzyki

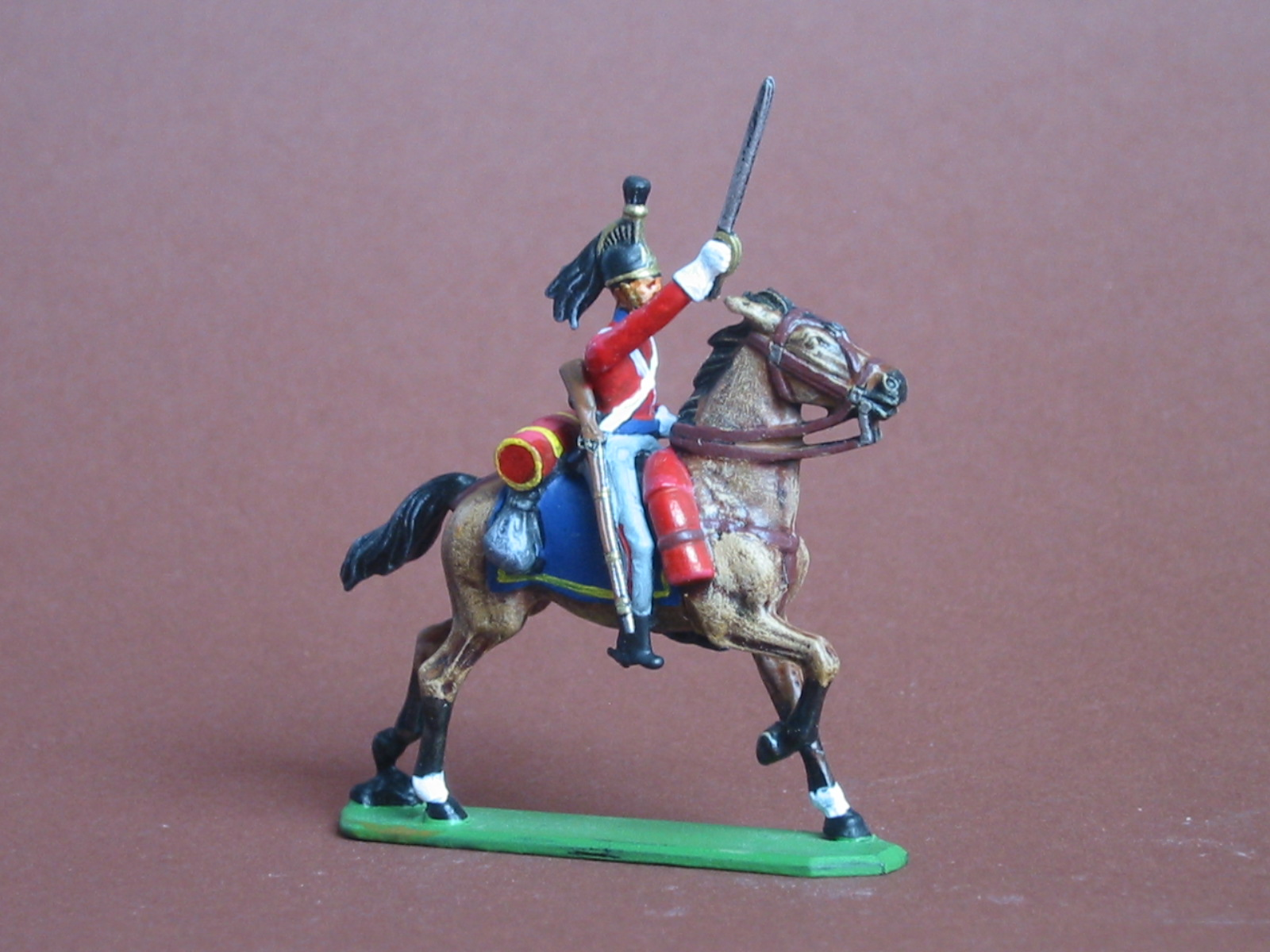
Ołowiany model brytyjskiego dragona z czasów wojen napoleońskich

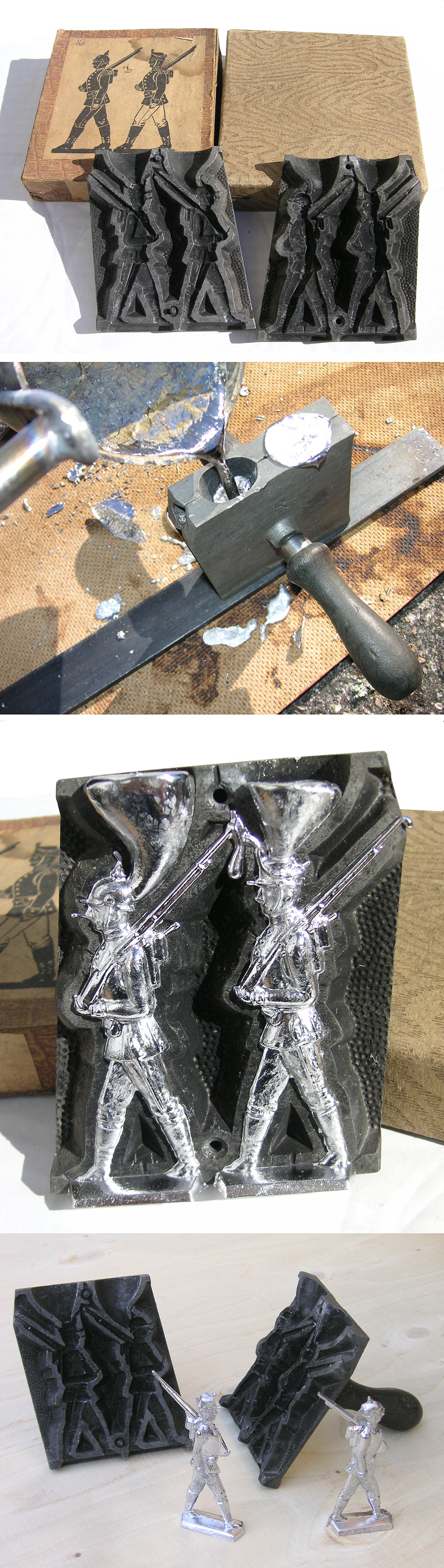
Proces odlewania ołowianej figurki żołnierzyka

Ołowiane żołnierzyki – tradycyjne zabawki dziecięce, przedstawiające miniaturowe postaci żołnierzy, odlane ze stopu ołowiu i cyny. Figurki zazwyczaj były ręcznie malowane, oddając szczegóły umundurowania wojska z różnych epok i rodzajów sił zbrojnych. 
Ołowiane żołnierzyki odlewane były w dwuczęściowych rozkładanych metalowych formach, do których wlewano rozgrzany do 300 °C stop metali. Dzięki tej prostej technologii, zabawka mogła być produkowana seryjnie i na dużą skalę. Poza funkcją typowej zabawki, żołnierzyki zyskały również znaczenie kolekcjonerskie. Są niejednokrotnie małymi dziełami sztuki, a przy ich odlewaniu korzysta się z techniki traconego wosku, pozwalającej uzyskać nieporównanie wyższą dokładność szczegółów oraz realizm trójwymiarowej postaci. 
Największą popularnością ołowiane żołnierzyki cieszyły się w XVIII i XIX wieku. Moda na ołowiane żołnierzyki rozpoczęła się w 1913, gdy brytyjski pisarz Herbert George Wells opublikował książkę Little Wars. Zaproponował w niej grę wojenną toczoną przy pomocy figurek ołowianych żołnierzyków.

## Ołowiane żołnierzyki w kulturze
Bajkopisarz duński, Hans Christian Andersen napisał opowieść Dzielny ołowiany żołnierz, której głównym bohaterem jest taka ołowiana figurka.